# Capacità portante
La capacità portante (o la portanza), in geotecnica, è la capacità di un terreno di sopportare le sollecitazioni di compressione verticale dovute ad un carico sovrastante. Nella pratica professionale è anche diffuso l'utilizzo del termine portanza, il quale è da considerarsi improprio poiché rimanda a una proprietà omonima del moto dei velivoli, la portanza.

## Descrizione
La capacità portante non dipende solamente da resistenza meccanica e storia tensionale del terreno, ma anche dalle proprietà dei carichi applicati (inclinazione, eccentricità, presenza di carichi adiacenti alla zona in esame) e dalla geometria della fondazione (forma della fondazione e profondità del piano di posa). Per tale motivo, non è possibile calcolare la capacità portante solo a partire dai parametri meccanici del terreno. Le formule proposte per il calcolo della capacità portante determinano un carico limite di riferimento per il terreno, che viene ridotto con un appropriato coefficiente di sicurezza, definito dalle normative, per ottenere il carico di esercizio ed essere così impiegato nella progettazione.
Per la determinazione della capacità portante di un terreno è ormai accreditata, nell'uso corrente, una formula trinomia (formula di Terzaghi), espressa come somma di tre termini, di cui uno rappresenta il contributo della resistenza a taglio del terreno, il secondo dell'approfondimento del piano di posa, il terzo della dimensione della fondazione:
{\displaystyle {q_{lim}}=cN_{c}+qN_{q}+{\frac {1}{2}}\gamma BN_{\gamma }}
- c è la coesione del terreno;
- q è il carico preesistente sul piano di posa;
- B è la larghezza della fondazione (dimensione minore);
- {\displaystyle \gamma } è il peso dell'unità di volume del terreno.

Ciascuno dei termini della formula trinomia contiene un parametro, detto "fattore di capacità portante", la cui espressione è funzione dell'angolo di resistenza a taglio del terreno. Tuttavia, sebbene vi sia un quasi unanime accordo sulle espressioni di {\displaystyle N_{c}} ed {\displaystyle N_{q}}, a causa dell'incertezza nella determinazione dell'ultimo termine, sono disponibili in letteratura tecnica espressioni di {\displaystyle N_{\gamma }} tra loro anche molto diverse e ciò in parte spiega anche la necessità di applicare un opportuno fattore di sicurezza al carico limite determinato con una qualsiasi di tali formule.
L'espressione è valida nel caso di fondazione nastriforme, su cui è applicato un carico verticale e centrato, nel caso di piano di fondazione e il piano campagna sono orizzontali. L'espressione può essere estesa per tener conto di tali aspetti.
Nella vecchia normativa italiana (DM 11/3/1988), per fondazioni dirette, era richiesta l'applicazione di un fattore di sicurezza {\displaystyle F_{s}} pari a 3, che implica la limitazione progettuale del valore ammissibile del carico ad un terzo del carico ultimo sopportabile dal terreno:
{\displaystyle {q_{adm}}={\frac {q_{lim}}{F_{S}}}={\frac {q_{lim}}{3}}}
Con le nuove Norme Tecniche per le Costruzioni (DM 17/1/2018) anche la normativa italiana (come già faceva quella europea, con l'Eurocodice 7) adotta i coefficienti di sicurezza parziali applicati alle varie grandezze (con varie combinazioni), in luogo dell'unico coefficiente di sicurezza previsto precedentemente.